# 2020-as Super Formula szezon
A 2020-as Super Formula szezon a 34. szezonja a legmagasabb szintű japán Formula-sorozatnak, illetve a nyolcadik Super Formula név alatt. A szezon augusztus 30-án kezdődött a Twin Ring Motegi versenypályán és december 20-án fejeződött be Fujiban.

## Csapatok és versenyzők
| Csapat                       | Rajtszám | Versenyző           | Motor  | Fordulók  |
| ---------------------------- | -------- | ------------------- | ------ | --------- |
| Vantelin Team TOM'S          | 1        | Nick Cassidy        | Toyota | Összes    |
| Vantelin Team TOM'S          | 36       | Nakadzsima Kazuki   | Toyota | 1, 3, 5–7 |
| Vantelin Team TOM'S          | 36       | Mijata Ritomo       | Toyota | 2, 4      |
| Kondō Racing                 | 3        | Jamasita Kenta      | Toyota | 1, 3–7    |
| Kondō Racing                 | 3        | Szakagucsi Szena    | Toyota | 2         |
| Kondō Racing                 | 4        | Sacha Fenestraz     | Toyota | Összes    |
| carrozzeria Team KCMG        | 7        | Kobajasi Kamui      | Toyota | 1, 3, 5–7 |
| carrozzeria Team KCMG        | 7        | Nakajama Juicsi     | Toyota | 2, 4      |
| carrozzeria Team KCMG        | 18       | Kunimoto Júdzsi     | Toyota | Összes    |
| ROOKIE Racing                | 14       | Osima Kazuja        | Toyota | Összes    |
| Itochu Enex Team Impul       | 19       | Szekigucsi Juhi     | Toyota | Összes    |
| Itochu Enex Team Impul       | 20       | Hirakava Rió        | Toyota | Összes    |
| JMS P.mu/cerumo・INGING      | 38       | Isiura Hiroaki      | Toyota | Összes    |
| JMS P.mu/cerumo・INGING      | 39       | Tszuboi Szo         | Toyota | Összes    |
| DoCoMo Team Dandelion Racing | 5        | Jamamoto Naoki      | Honda  | Összes    |
| DoCoMo Team Dandelion Racing | 6        | Fukuzumi Nirei      | Honda  | Összes    |
| Drago Corse ThreeBond        | 12       | Tatiana Calderón    | Honda  | 1, 4–7    |
| Drago Corse ThreeBond        | 12       | Cukakosi Koudai     | Honda  | 2–3       |
| Team Mugen                   | 15       | Szaszahara Ukjó     | Honda  | Összes    |
| Team Mugen                   | 16       | Nodzsiri Tomoki     | Honda  | Összes    |
| Buzz Racing B-MAX            | 50       | Natori Teppei       | Honda  | 1         |
| Buzz Racing B-MAX            | 50       | Takabosi Micsunori  | Honda  | 2         |
| Buzz Racing B-MAX            | 50       | Sérgio Sette Câmara | Honda  | 3         |
| Buzz Racing B-MAX            | 50       | Macusita Nobuharu   | Honda  | 4–7       |
| Buzz Racing B-MAX            | 51       | Charles Milesi      | Honda  | 4–7       |
| TCS Nakajima Racing          | 64       | Makino Tadaszuke    | Honda  | 1–6       |
| TCS Nakajima Racing          | 64       | Ócu Hiroki          | Honda  | 7         |
| TCS Nakajima Racing          | 65       | Ojú Tosziki         | Honda  | Összes    |

## Versenynaptár
| Forduló | Helyszín                      | Dátum          | Pályarajz |
| ------- | ----------------------------- | -------------- | --------- |
| 1       | Twin Ring Motegi              | Augusztus 30.  |           |
| 2       | Okayama International Circuit | Szeptember 27. |           |
| 3       | Sportsland SUGO               | Október 18.    |           |
| 4       | Autopolis                     | November 15.   |           |
| 5       | Suzuka Circuit                | December 5.    |           |
| 6       | Suzuka Circuit                | December 6.    |           |
| 7       | Fuji Speedway                 | December 20.   |           |

## A bajnokság végeredménye

### Összefoglaló
| Forduló | Helyszín                      | Pole-pozíció        | Leggyorsabb kör | Győztes versenyző | Győztes csapat               |
| ------- | ----------------------------- | ------------------- | --------------- | ----------------- | ---------------------------- |
| 1       | Twin Ring Motegi              | Hirakava Rió        | Kobajasi Kamui  | Hirakava Rió      | Itochu Enex Team Impul       |
| 2       | Okayama International Circuit | Hirakava Rió        | Nick Cassidy    | Tszuboi Szo       | JMS P.mu/cerumo・INGING      |
| 3       | Sportsland SUGO               | Sérgio Sette Câmara | Nick Cassidy    | Nick Cassidy      | Vantelin Team TOM'S          |
| 4       | Autopolis                     | Nodzsiri Tomoki     | Jamamoto Naoki  | Nodzsiri Tomoki   | Team Mugen                   |
| 5       | Suzuka Circuit                | Jamamoto Naoki      | Jamamoto Naoki  | Jamamoto Naoki    | DoCoMo Team Dandelion Racing |
| 6       | Suzuka Circuit                | Nick Cassidy        | Fukuzumi Nirei  | Ojú Tosziki       | TCS Nakajima Racing          |
| 7       | Fuji Speedway                 | Nodzsiri Tomoki     | Fukuzumi Nirei  | Tszuboi Szo       | JMS P.mu/cerumo・INGING      |

### Pontrendszer
Az idei évre egy kicsit átalakították a széria pontrendszerét. Többek között az utolsó fordulóban már nem osztanak bónuszpontokat. Az időmérőn már nem csak a pole-pozíciót megszerző versenyző, hanem mostantól az első 3 legjobb időt futó pilóta részesül bajnoki egységekben.
| Helyezés | 1. | 2. | 3. | 4. | 5. | 6. | 7. | 8. | 9. | 10. |
| -------- | -- | -- | -- | -- | -- | -- | -- | -- | -- | --- |
| Pont     | 20 | 15 | 11 | 8  | 6  | 5  | 4  | 3  | 2  | 1   |

Szerezhető pontok az időmérőn:
| Helyezés | 1. | 2. | 3. |
| -------- | -- | -- | -- |
| Pont     | 3  | 2  | 1  |

### Versenyzők
| Helyezés | Versenyző           | MOT | OKA | SUG | AUT | SUZ1 | SUZ2 | FUJ | Pont |
| -------- | ------------------- | --- | --- | --- | --- | ---- | ---- | --- | ---- |
| 1.       | Jamamoto Naoki      | 13  | 6   | 3   | 23  | 1    | Ki   | 53  | 62   |
| 2.       | Hirakava Rió        | 1   | 41  | 2   | 12  | Ki   | 7    | 6   | 60   |
| 3.       | Tszuboi Szo         | Ki  | 1   | 13  | Ki  | Ki   | 4    | 12  | 50   |
| 4.       | Nick Cassidy        | 6   | 3   | 1   | 7   | 5    | Ki1  | 4   | 50   |
| 5.       | Nodzsiri Tomoki     | 7   | 10  | 4   | 1   | 72   | 5    | Ki  | 47   |
| 6.       | Ojú Tosziki         | 15  | 15  | 12  | 10  | 8    | 12   | 2   | 41   |
| 7.       | Jamasita Kenta      | 23  |     | 6   | 5   | 9    | 6    | 10  | 34   |
| 8.       | Fukuzumi Nirei      | 5   | 8   | 10  | 92  | Ki 3 | 2    | 16  | 29   |
| 9.       | Kunimoto Júdzsi     | Ki  | 7   | 5   | 4   | 3    | Ki   | 15  | 29   |
| 10.      | Isiura Hiroaki      | 8   | 2   | 8   | 13  | 6    | 10   | 12  | 27   |
| 11.      | Nakadzsima Kazuki   | 4   |     | 15  |     | 2    | 16   | 9   | 25   |
| 12.      | Makino Tadaszuke    | 9   | Ki  | 7   | 3   | Ki   | 8    |     | 20   |
| 13.      | Sacha Fenestraz     | 32  | Ki3 | Ki3 | Ki  | 10   | Ki   | 8   | 19   |
| 14.      | Szekigucsi Juhi     | Ki  | 5   | 11  | 11  | Ni   | 3    | Ni  | 17   |
| 15.      | Macusita Nobuharu   |     |     |     | 6   | Ki   | 14   | 3   | 16   |
| 16.      | Kobajasi Kamui      | 14  |     | 14  |     | 4    | 15   | 11  | 8    |
| 17.      | Mijata Ritomo       |     | 92  |     | 8   |      |      |     | 7    |
| 18.      | Szaszhara Ukjó      | 11  | 13  | Hn  | 14  | Ki   | 113  | 7   | 5    |
| 19.      | Osima Kazuja        | 10  | 16  | 9   | 17  | 12   | 9    | 14  | 5    |
| 20.      | Sérgio Sette Câmara |     |     | Ki1 |     |      |      |     | 3    |
| 21.      | Charles Milesi      |     |     |     | 15  | 11   | 13   | Ni  | 0    |
| 22.      | Nakajama Juicsi     |     | 11  |     | 18  |      |      |     | 0    |
| 23.      | Tatiana Calderón    | 12  |     |     | 16  | 13   | 12   | 17  | 0    |
| 24.      | Cukakosi Koudai     |     | 12  | Hn  |     |      |      |     | 0    |
| 25.      | Ócu Hiroki          |     |     |     |     |      |      | 13  | 0    |
| 26.      | Takabosi Micsunori  |     | 14  |     |     |      |      |     | 0    |
| —        | Natori Teppei       | Ni  |     |     |     |      |      |     | 0    |
| —        | Szakagucsi Szena    |     | Ni  |     |     |      |      |     | 0    |
| Helyezés | Versenyző           | MOT | OKA | SUG | AUT | SUZ1 | SUZ2 | FUJ | Pont |

### Csapatok
| Helyezés | Csapat                       | #  | MOT | OKA | SUG | AUT | SUZ1 | SUZ2 | FUJ | Pont |
| -------- | ---------------------------- | -- | --- | --- | --- | --- | ---- | ---- | --- | ---- |
| 1.       | Vantelin Team TOM'S          | 1  | 6   | 3   | 1   | 7   | 5    | Ki1  | 53  | 77   |
| 1.       | Vantelin Team TOM'S          | 36 | 4   | 92  | 15  | 8   | 2    | 16   | 9   | 77   |
| 2.       | JMS P.mu/cerumo・INGING      | 38 | 8   | 2   | 8   | 13  | 6    | 10   | 12  | 72   |
| 2.       | JMS P.mu/cerumo・INGING      | 39 | Ki  | 1   | 13  | Ki  | Ki   | 4    | 12  | 72   |
| 3.       | DoCoMo Team Dandelion Racing | 5  | 13  | 6   | 3   | 23  | 1    | Ki   | 53  | 72   |
| 3.       | DoCoMo Team Dandelion Racing | 6  | 5   | 8   | 10  | 92  | Ki3  | 2    | 16  | 72   |
| 4.       | Itochu Enex Team Impul       | 19 | Ki  | 5   | 11  | 11  | Ni   | 3    | Ni  | 69   |
| 4.       | Itochu Enex Team Impul       | 20 | 1   | 41  | 2   | 12  | Ki   | 7    | 6   | 69   |
| 5.       | TCS Nakajima Racing          | 64 | 9   | Ki  | 7   | 3   | Ki   | 8    | 13  | 57   |
| 5.       | TCS Nakajima Racing          | 65 | 15  | 15  | 12  | 10  | 8    | 12   | 4   | 57   |
| 6.       | Kondō Racing                 | 3  | 23  | Ni  | 6   | 5   | 9    | 6    | 10  | 46   |
| 6.       | Kondō Racing                 | 4  | 32  | Ki3 | Ki3 | Ki  | 10   | Ki   | 8   | 46   |
| 7.       | Team Mugen                   | 15 | 11  | 13  | Hn  | 14  | Ki   | 113  | 7   | 42   |
| 7.       | Team Mugen                   | 16 | 7   | 10  | 4   | 1   | 72   | 5    | Ki  | 42   |
| 8.       | carrozzeria Team KCMG        | 7  | 14  | 11  | 14  | 18  | 4    | 15   | 11  | 37   |
| 8.       | carrozzeria Team KCMG        | 18 | Ki  | 7   | 5   | 4   | 3    | Ki   | 15  | 37   |
| 9.       | Buzz Racing with B-MAX       | 50 | Ni  | 14  | Ki1 | 6   | Ki   | 14   | 3   | 16   |
| 9.       | Buzz Racing with B-MAX       | 51 |     |     |     | 15  | 11   | 13   | Ni  | 16   |
| 10.      | ROOKIE Racing                | 14 | 10  | 16  | 9   | 17  | 12   | 9    | 14  | 5    |
| 11       | Drago Corse with ThreeBond   | 12 | 12  | 12  | NC  | 16  | 13   | 12   | 17  | 0    |
| Helyezés | Csapat                       | #  | MOT | OKA | SUG | AUT | SUZ1 | SUZ2 | FUJ | Pont |

## Külső hivatkozások
- A Super Formula honlapja Archiválva 2017. február 22-i dátummal a Wayback Machine-ben